# 人间地狱 (游戏)
《集火地獄》是多人第一人稱射擊遊戲，由Expression Games和Cover 6 Studios開發，Team17發行於Microsoft Windows。
遊戲於2017年Kickstarter眾籌，共籌得22萬美元。2019年6月於Steam推出搶先體驗版。遊戲設定於第二次世界大戰，使用虛幻引擎4。